# Giovanni Santi
Giovanni Santi (* um 1435 in Colbordolo di Urbino; † 1. August 1494 in Urbino) war ein italienischer Maler der umbrischen Schule und Vater Raffaels.
Tätig war er in Urbino und Umgebung, wahrscheinlich als Hofmaler der Montefeltros. Beeinflusst von Pietro Perugino und Melozzo da Forlì war er ein eher einfacher und unbedeutender Maler. Lediglich die Tatsache, dass er der Vater von Raffael ist, bewahrte ihn vor dem Vergessen. Bekannt ist er vor allem für seine religiösen Bilder und Madonnen. Nach 1490 soll er Markgraf Francesco II. Gonzaga und dessen Schwester Elisabetta in Mantua porträtiert haben.
Bekannt ist er auch für seine, Guidobaldo I. da Montefeltro gewidmete Reimchronik, in der er auch bekannte zeitgenössische Maler würdigt.

## Werke
- Altenburg, Lindenau-Museum

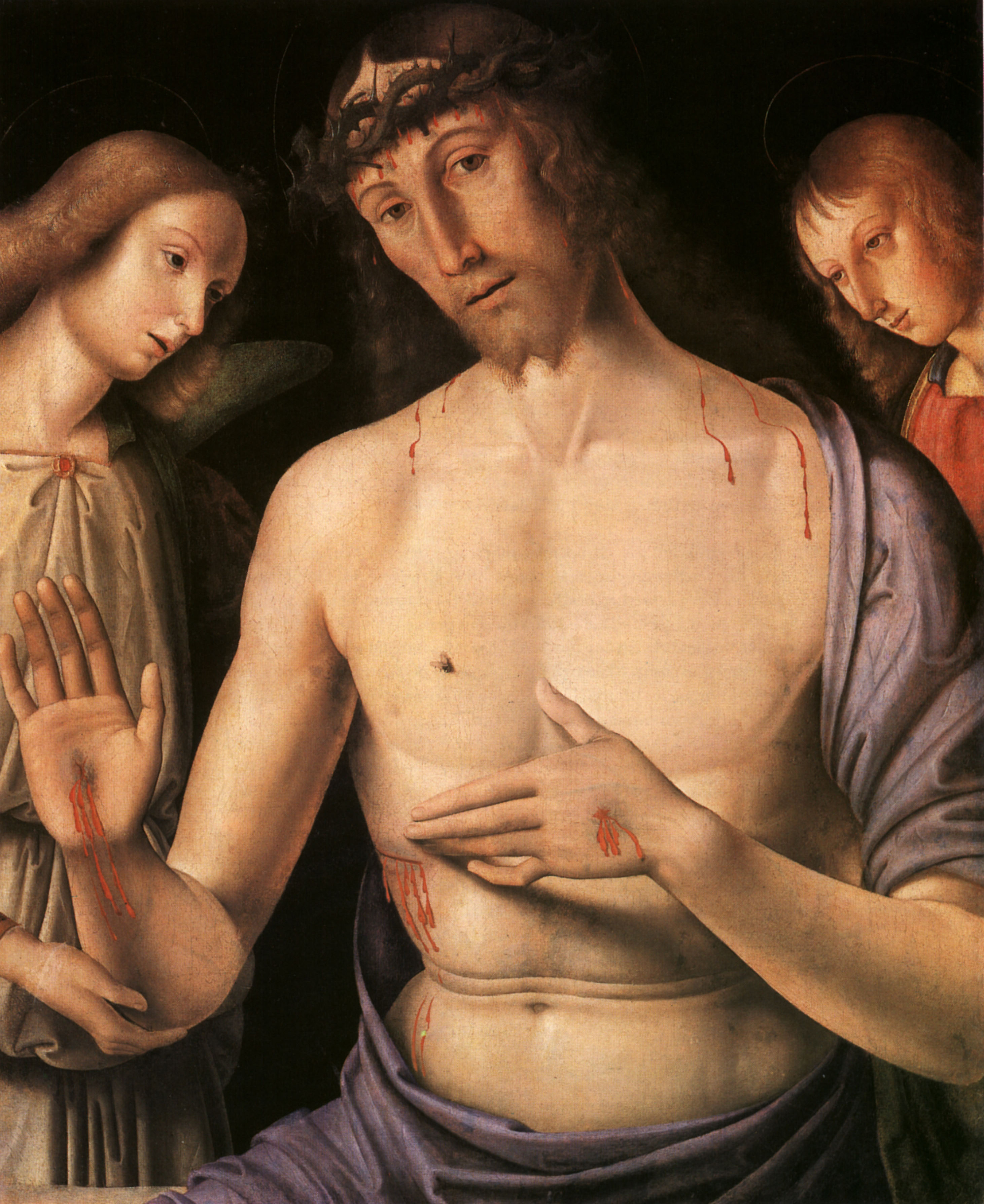
Schmerzensmann mit zwei Engeln, um 1490, Szépművészeti Múzeum, Budapest

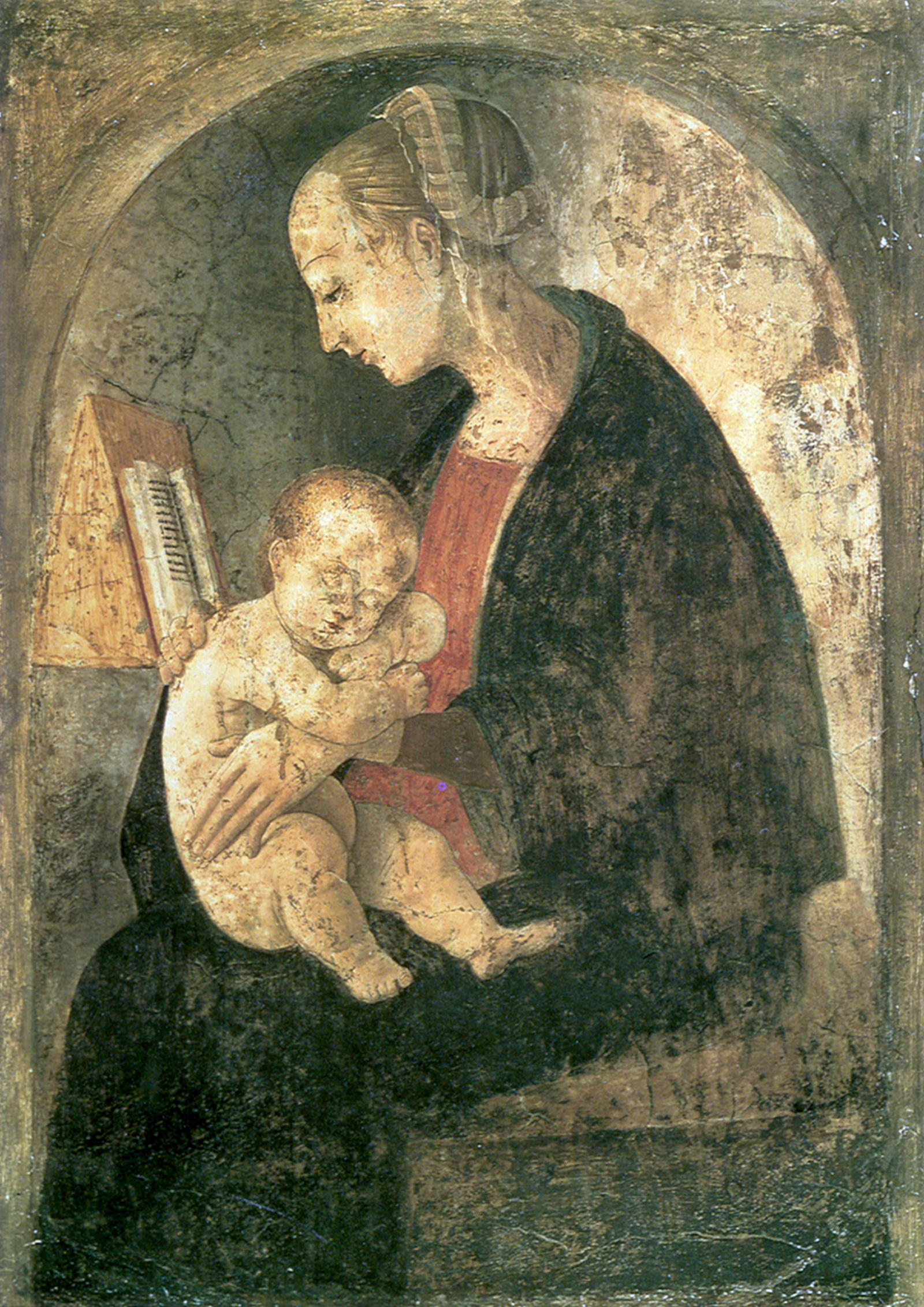
Giovanni Santi: „Madonna und Kind mit Buch“

  - Maria mit dem Kinde und dem heiligen Sebastian von einem Hirtenmädchen verehrt
- Berlin, Gemäldegalerie
  - Thronende Maria mit dem Kinde, Heiligen und dem Stifter Conte Matarozzi
- ehemals Berlin, Kaiser-Friedrich-Museum
  - Maria mit dem Kinde. (wahrscheinlich 1945 zerstört)
- Breslau, Muzeum Narodowe we Wrocławiu
  - Die Beweinung Christi
- Budapest, Szépművészeti Múzeum
  - Schmerzensmann mit zwei Engeln, um 1490
- Cagli, S. Domenico
  - Thronende Maria mit dem Kinde zwischen Heiligen und der Auferstehung Christi (Fresko)
  - Schmerzensmann zwischen den Heiligen Hieronymus und Bonaventura (Fresko)
- Fano, S. Maria Nuova
  - Mariae Heimsuchung
- Fano, La Fondazione Cassa di Risparmio
  - Maria mit dem Kinde, um 1485
- Fano, Museo Archeologico e Pinacotaca del Palazzo Malatestiano
  - Maria mit dem Kinde und vier Heiligen, um 1484
- Florenz, Galleria Corsini
  - Musizierender Engel, um 1480
- Gradara, La Pinacoteca comunale
  - Maria mit dem Kinde und vier Heiligen
- London, National Gallery
  - Maria mit dem Kinde, um 1488
- Mailand, Pinacoteca di Brera
  - Die Verkündigung, um 1490
- Pesaro, Museo Civico
  - Christus als Schmerzensmann
- Rom, Pinacoteca Vaticana
  - Der heilige Hieronymus auf dem Thron
- Urbino, Casa di Raffaello
  - Die Verkündigung
  - Maria mit dem Kinde (Fresko – zugeschrieben – wird manchmal auch dem jungen Raffael zugewiesen)
- Urbino, Galleria Nazionale delle Marche
  - Der tote Christus mit zwei Heiligen, um 1480–1485
  - Christus als Schmerzensmann, um 1481
  - Der tote Christus mit der heiligen Klara, um 1481–1485
  - Die heilige Margaretha
  - Apostelserie